# Oleg Svátek
Oleg Svátek (3. února 1888 Domoradice – 1. října 1941 Praha) byl československý generál, legionář za 1. světové války a člen Obrany národa, popravený nacisty.

## Život a odbojová činnost
Narodil se 3. února 1888 v Domoradicích v okrese Ústí nad Orlicí do rodiny řídícího učitele Františka Svátka a jeho manželky Juliány, rozené Hanzíkové. Pokřtěn byl jako Josef, změnu křestního jména na Oleg mu Ministerstvo vnitra povolilo 31. ledna 1930. V letech 1899–1903 studoval na českém gymnáziu ve Vysokém Mýtě, v letech 1903–1907 na zeměbranecké kadetní škole ve Vídni. Dne 18. srpna 1907 byl jmenován ppor. pěch. a zařazen k c. k. střeleckému pluku č. 17 v Rzeszowě. Zde byl postupně velitelem čety, praporním pobočníkem a pobočníkem velitele pluku. Dne 1. listopadu 1908 byl povýšen na poručíka, 1. listopadu 1913 na nadporučíka. V letech 1910–1911 absolvoval ekvitační školu v Jaroslavi.
Během první světové války upadl do zajetí na ruské frontě jako nadporučík rakousko-uherské armády již 2. září 1914. Byl držen v zajetí na Sibiři, kde 15. srpna 1915 vstoupil do československých legiích. Působil jako střelec záložního praporu a u 5. střeleckého pluku v Kyjevě, poté sloužil u 6. střeleckého pluku v Borispilu. V letech 1917–1918 prošel kurzem velitelů rot a praporů v Pirjatině. Dne 27. srpna 1918 byl povýšen na podplukovníka. Zúčastnil se bojů s německou armádou i krvavých srážek s bolševiky. Dne 1. listopadu 1918 se stal velitelem důstojnické školy československých vojsk. Dne 17. února 1920 opustil Vladivostok a vrátil se do vlasti.
Po návrat zastával různé velitelské funkce v prvorepublikové československé armádě, v roce 1922 byl např. jmenován zástupcem velitele v Hranicích. Absolvoval II. ročník pražské válečné školy. Poté působil postupně v Praze, Kroměříži, Michalovcích, Litoměřicích a Mladé Boleslavi.
V letech 1935–1938 byl velitelem 12. divize v Užhorodě na Podkarpatské Rusi. V březnu 1939 velel obraně Podkarpatské Rusi před maďarskými silami. V březnu 1939, hned na počátku německé okupace, stál u zrodu vojenské ilegální odbojové organizace Obrana národa ve funkci velitele Krajského vojenského velitelství Praha jihozápad.
Dne 4. září 1941 byl Oleg Svátek na zahradě svého domu v ulici Nad Koulkou přepaden a po potyčce zatčen gestapem. V době stanného práva, 1. října, byl odsouzen k trestu smrti a popraven v kasárnách Ruzyně.

## Pamětní místa
- Pomník padlým a popraveným absolventům Vysoké školy válečné před budovou ministerstva obrany ČR
- Pamětní deska v kostele svatých Fabiána a Šebestiána v Praze 6
- Svátkova ulice v Praze 5–Smíchově (od r. 1947)

## Galerie

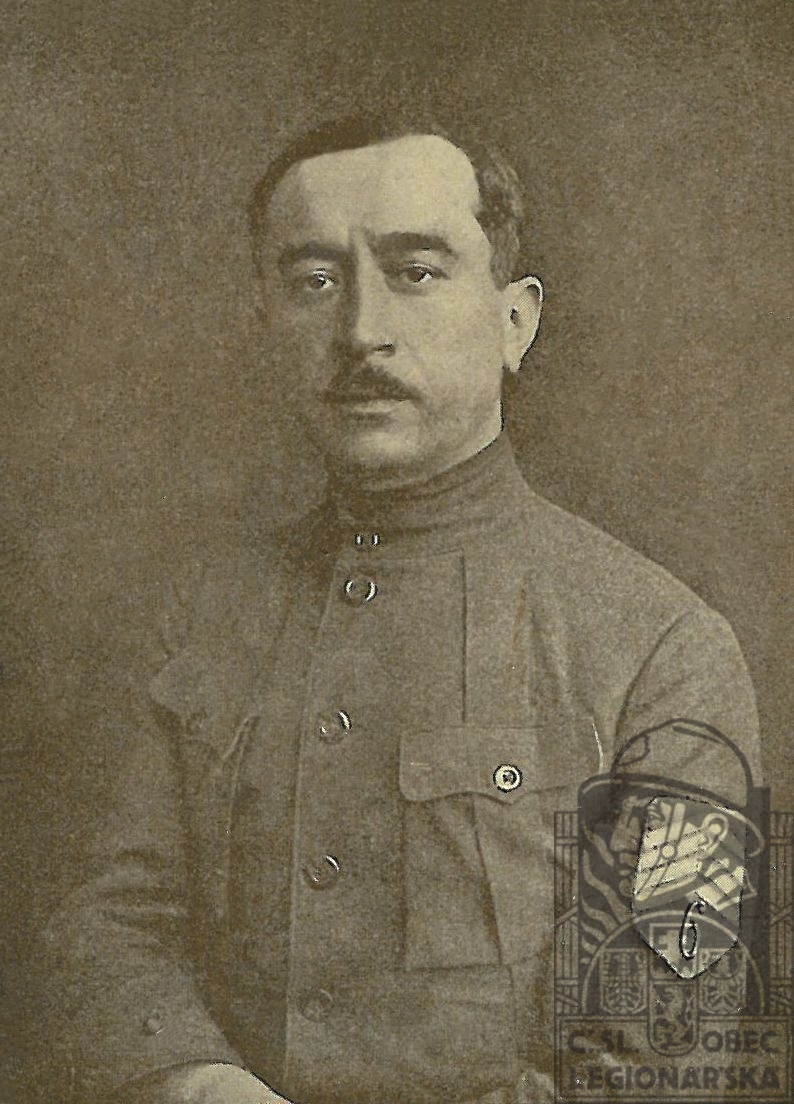
Oleg Svátek v legionářské uniformě
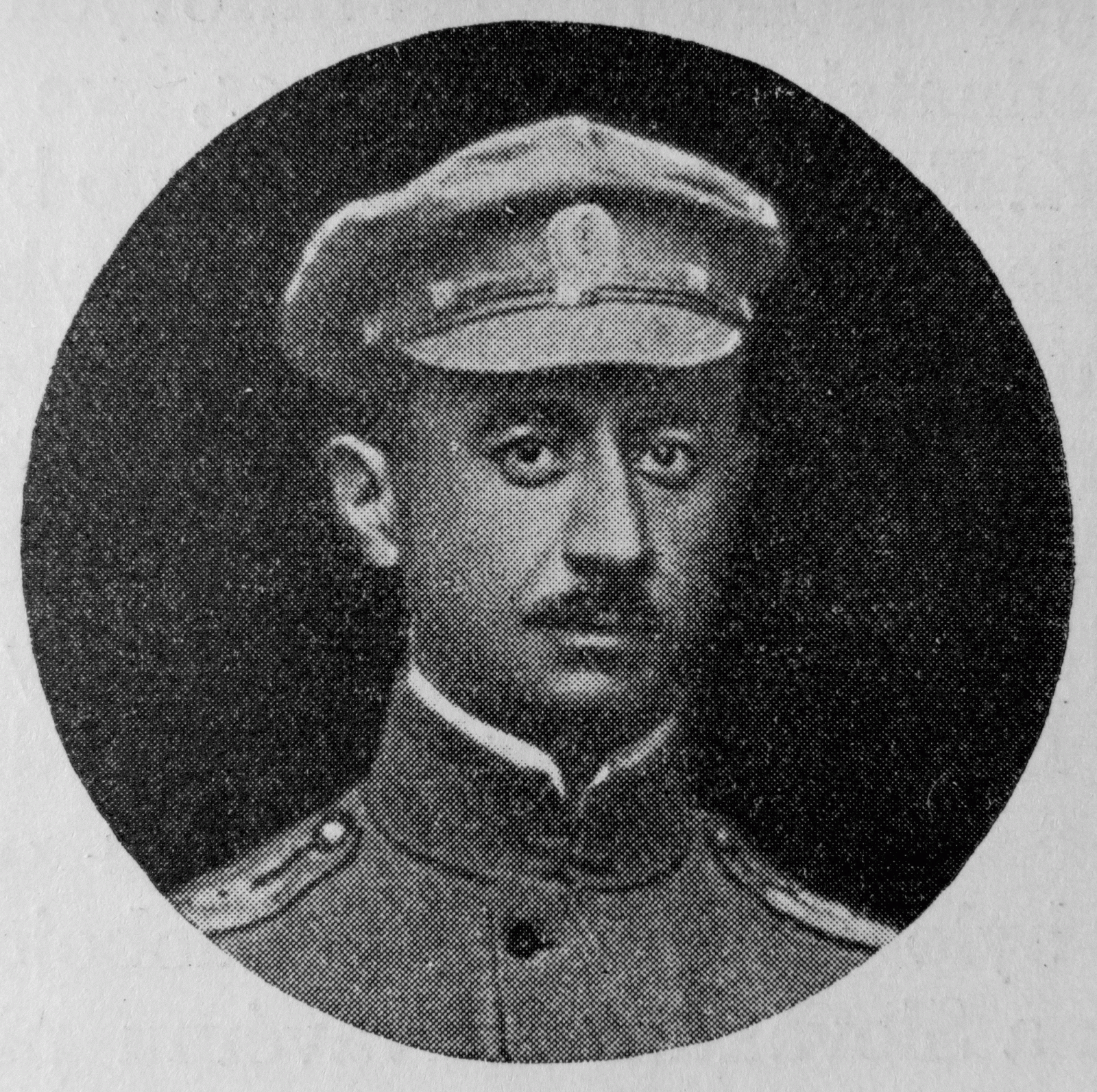
Štábní kapitán Oleg Svátek v československých legiích na Rusi
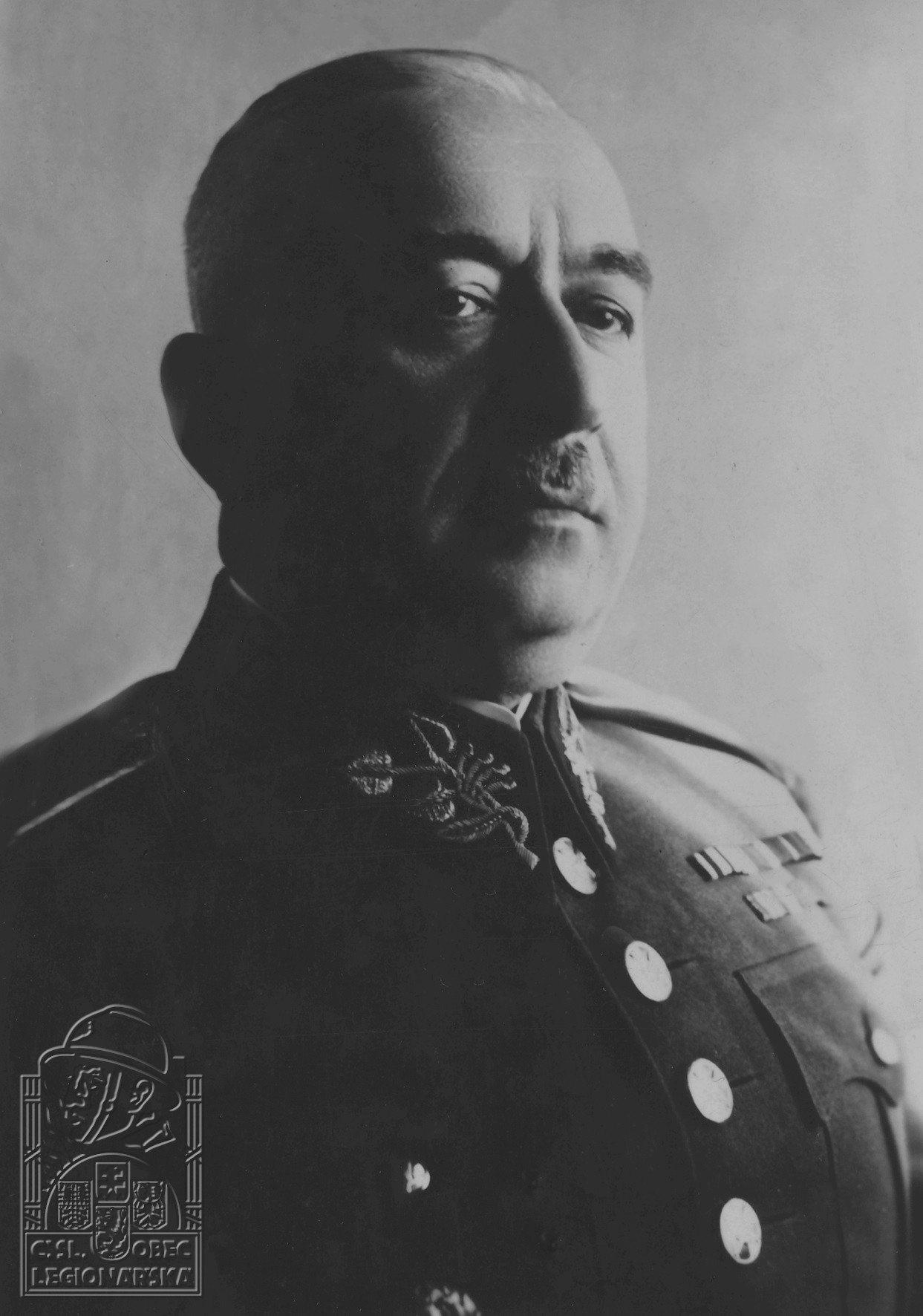
Oleg Svátek jako důstojník prvorepublikové čs. armády
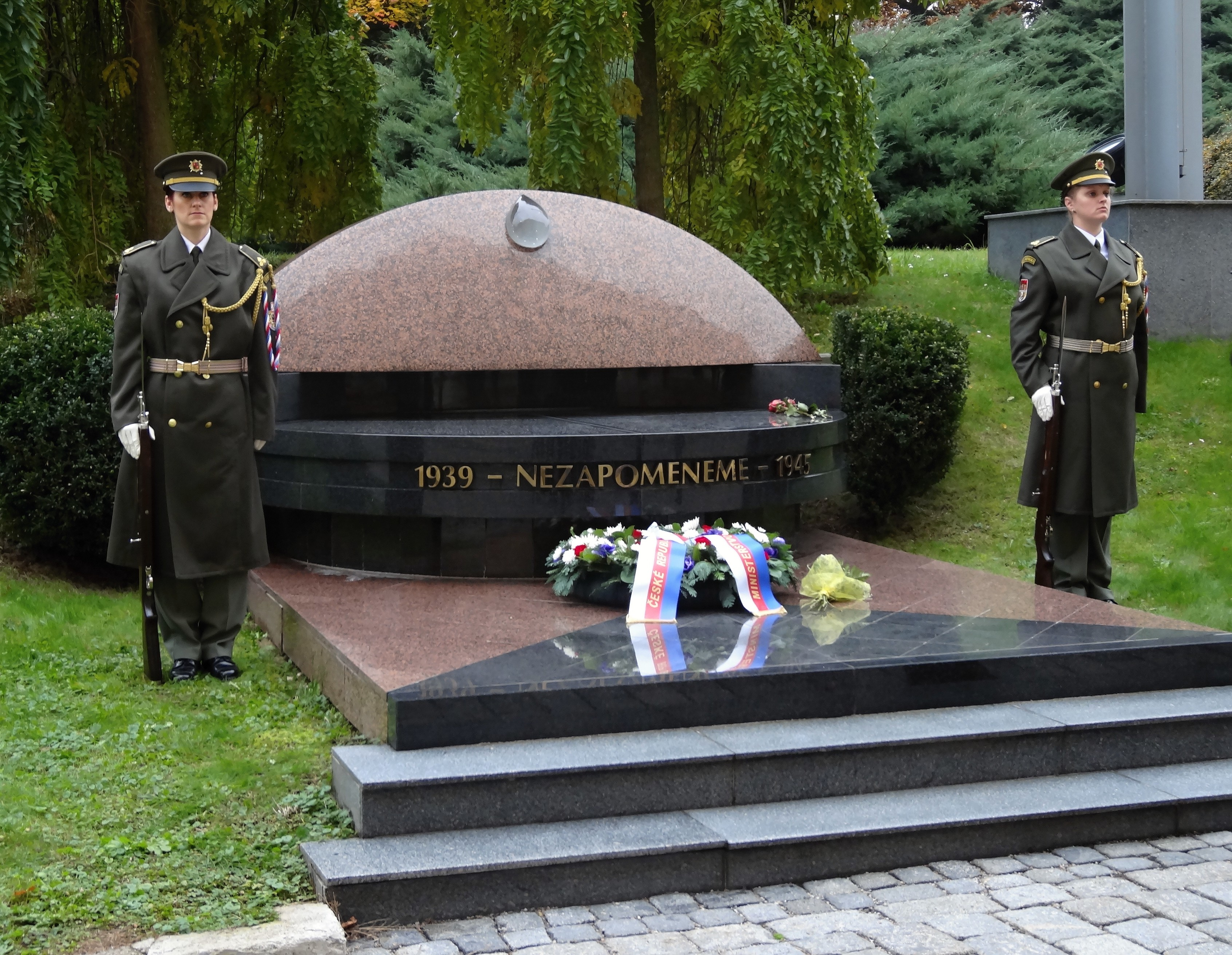
Pomník padlým a popraveným absolventům Vysoké školy válečné před sídlem Ministerstva obrany ČR